# Alix-Noni-Tengu
Alix-Noni-Tengu est le sixième album de bande dessinée de la série Les Innommables.

## Synopsis
Basil Jardin embarque malgré lui avec la seconde fille Matheson pour Venise. Tim et Tony tentent de faire retrouver ses esprits à Mac qui s'est fait renverser par une voiture. Pendant ce temps, L'Homme-Chien et Lychee négocient les urnes avec les Chinois. Lychee est capturé et torturé par les communistes qui le convainquent de retrouver Alix et de la tuer.

## Personnages
- Sir Matheson : homme puissant de Hong Kong. Pour punir Basil Jardine de la perte de sa fille, qui était sa maîtresse, il lui offre son autre fille au physique beaucoup moins avenant.
- La fille Matheson : elle devient la fiancée de Basil Jardine, concrétisant la fusion Jardine-Matheson.
- Basil Jardine : héritier de la fortune des Jardines. Il est obligé de prendre la fille Matheson pour épouse.
- Sybil Jardine : sœur de Basil. Elle fait un marché avec le général Ma en échange de relations sexuelles mais elle étouffera sous son poids lors de leurs copulations.
- Clavell : bras droit de Sir Matheson.
- Sir Robert : compradore chinois des Jardine depuis 1906. Il s'avère avoir plus de pouvoirs que l'on croit.
- Melvin Carat : ancien agent du FBI devenu détective privé. Il est devenu l'esclave et l'amant de Sir Robert.
- Général Ma : il accepte d'aider Sybil en échange de payements en natures. Il adore le sorbet et est énorme.
- Tony : constamment sarcastique et négatif. C'est le barbu du trio. Il tente de rendre ses esprits à Mac puis quitte ses deux amis pour se retrouver avec le père Zé.
- Mac : c'est le leader du trio des Innommables. C'est le patron du Lotus Pourpre. Il est éperdument tombé amoureux d'Alix, une espionne communiste.
- Sî-Dah : philosophe aveugle. Il aide les innommables afin que Mac retrouve ses esprits.
- Tim : homme de petite taille, naïf comme un enfant. Il est toujours équipé d'une batte de baseball dont il sait très bien se servir. C'est le petit du trio. Il devient l'amant de Robe-Grillée.
- Robe-Grillée : naine samouraï. Elle accompagne Sî-Dah en permanence. Elle tombe amoureuse de Tim, seul être capable de résoudre ses énigmes.
- Eça : jeune métisse sino-portugais. Il est capturé avec ses amis par Lychee.
- Le colonel Lychee : tueur redoutable. Il a fait alliance avec l'Homme-Chien.
- Ko Léong Tai : appelé aussi « L'Homme-Chien », c'est un pirate rival de Ching Soao a qui il doit son infirmité pour avoir passé 28 ans dans une cage de bambou. Il fait alliance avec le colonel Lychee pour négocier les urnes du Torquemada.
- Zoltan Raimundo : dit « Père Zé ». C'est un jésuite qui travaille dans un léproserie à Coloane. Il a aussi un bureau à Hong Kong.
- K'ang Sheng : chef des services secrets communistes chinois et supérieur hiérarchique d'Alix. Il négocie les urnes avec L'Homme-Chien et Lychee qu'il garde pour le torturer afin qu'il tue Alix.
- Porte en Saindoux : matrone des filles du Lotus Pourpre. C'est aussi la mère adoptive de Roseau Fleuri. Elle est décidée à faire souffrir Alix car elle aurait volé l'amour que Mac avait pour Roseau Fleuri.
- Shi-Kon : amant de Porte en Saindoux.
- Chieh : espionne communiste.
- Horace : aristocrate de Hong Kong.
- Paravent Souillé : prostituée du Lotus Pourpre.
- Croupe d'Hipocampe : prostituée du Lotus Pourpre.
- Dix-en-Corail : prostituée du Lotus Pourpre.
- Holothurie Langoureuse : prostituée du Lotus Pourpre.
- Anus Doré : prostituée du Lotus Pourpre.
- Porte en Sucre : petite nouvelle du Lotus Pourpre. Alix la terrorise pour qu'elle fasse tout ce qu'elle veut.
- Mulligan O'Rourke : capitaine des pirates, Irlandais et noir. Il fait du business avec Mac, Tony et Tim. C'est un hong goun (un membre non asiatique) du Yellow Ox. Sa mère était prêtresse macumba à l'île de la Tortue.
- Alix Yin Fu : ancienne espionne de la Chine communiste en mission à Hong Kong. elle est enceinte de Mac. Elle finit par retrouver Mac mais Porte en Saindoux s'interpose.
- Tchang Kaï-Chek : Général du parti communiste chinois.

## Autour de l'album
La première édition de cet album paraît en deux versions : l'une se termine mal, l'autre se termine bien. Lors de la réédition en intégrale, la fin est de nouveau modifiée. Cet album clôt le cycle Hong Kong.

## Éditions
- Alix-Noni-Tengu, Dargaud, 1996 : Première édition. Fin heureuse. Couverture avec Lychee.
- Alix-Noni-Tengu, Dargaud, 1996 : Première édition. Fin malheureuse. Couverture avec Alix, sa fille et Raoul.
- Alix-Noni-Tengu, Dargaud, 2000 : Réédition avec numérotation. Cet album porte le numéro 5. La couverture est la même que celle de l'intégrale Le Cycle de Hong Kong.
- Le Cycle de Hong Kong, Dargaud, 2000 : l'épisode Au Lotus Pourpre est retravaillé. Certains flash-back sont supprimés. 240 planches.
- Alix-Noni-Tengu, Dargaud, 2002 : réédition comme tome 6 avec nouvelle maquette et nouvelle couverture avec Lychee dans les souterrains en flammes du Lotus Pourpre.